# キバアマガイ
キバアマガイ（Nerita plicata） はアマオブネガイ科に属する 巻貝の一種である。

## 外観
3cm以下の丸い形をした巻貝。淡い桃色ないし黄色みをおびたクリーム色で、ときに黒斑を散らす。殻は重厚で、巻きに沿って多数の螺肋をきざむ。殻はD字形で、外唇とくに上下に牙状の歯が突出する。軸唇にも渦巻きに沿って歯が並ぶ。蓋は石灰質で褐色。

## 生態
潮間帯の岩礁上に多数生息し藻類などを食べる。これらのアマオブネガイ科の貝は、雌雄異体で、交尾して子孫を残す。

## 分布
奄美諸島以南のインド-西太平洋。

## 人との関係
石垣島で食される。口が狭くて身を抜きにくいが、とても美味い。貝の身が小さいため、そのまま食べるよりも出汁にして調理をすることが多い。